# Tetramorium africanum
Tetramorium africanum är en myrart som först beskrevs av Mayr 1866.  Tetramorium africanum ingår i släktet Tetramorium och familjen myror. Inga underarter finns listade i Catalogue of Life.